# میلن دوبرف
میلن دوبرف (بلغاری: Милен Добрев؛ ۲۲ فوریهٔ ۱۹۸۰ – ۲۱ مارس ۲۰۱۵) وزنه‌بردار اهل بلغارستان بود.
وی در مسابقات کشوری و بین‌المللی در مجموع برندهٔ ۵ مدال طلا، ۳ مدال نقره، ۳ مدال برنز شده‌است.